# Aleksander Wierietielny
Aleksander Wierietielny (ros. Александр Петрович Веретельный, Aleksandr Pietrowicz Wierietielnyj; ur. 31 lipca 1947 w Parkkala-Udd w Finlandii) – polski trener narciarski, pochodzenia białoruskiego, od lat mieszkający w Polsce i posiadający polskie obywatelstwo.

## Życie prywatne
Aleksander Wierietielny mieszka w Polsce od 1983 roku. W 1981 roku poślubił Polkę, Barbarę Piątkowską, a w 1989 roku urodziła im się córka Matylda. Pracował najpierw w filii poznańskiego AWF w Gorzowie Wielkopolskim. W roku 1991 otrzymał polskie obywatelstwo. Jego żona Barbara Piątkowska była prorektorem Państwowej Wyższej Szkoły Zawodowej im. Angelusa Silesiusa w Wałbrzychu. Mieszkał w Wałbrzychu. Obecnie mieszka w Poroninie. Choć z pochodzenia jest Białorusinem, identyfikuje się jako Rosjanin.

## Życiorys
Jego rodzice byli Białorusinami, mieszkającymi w Hrubieszowie w okresie II RP. Po II wojnie światowej wywiezieni do części Finlandii zajętej przez ZSRR. Tam 31 lipca 1947 roku w Parkkala-Udd, miejscowości położonej 60 kilometrów od Helsinek, urodził się Aleksander. Potem rodzina Wierietielnych przeprowadziła się do Kazachstanu, gdzie Aleksander uczęszczał do szkoły.
Początkowo trenował biegi narciarskie w klubie w Szczuczyńsku. Podczas służby wojskowej rozpoczął treningi biathlonowe, występował nawet w kadrze Kazachskiej SRR, ale z przyczyn zdrowotnych w wieku 22 lat zakończył karierę. Potem ukończył Akademię Wychowania Fizycznego w Ałmaty. Po uzyskaniu stopnia kandydat nauk poświęconemu biathlonowi, pracował na uczelni. W 1983 przyjechał do Polski.

## Kariera trenerska

### Trener biathlonu
Od 1984 roku trener biathlonu w Górniku Wałbrzych. Od 1987 do 1998 roku pierwszy trener polskiej kadry biatlonistów. W 1995 roku jego podopieczny Tomasz Sikora zdobył złoty medal w biegu indywidualnym na 20 km podczas mistrzostw świata w biatlonie we włoskiej miejscowości Anterselva (Antholz). W 1997 roku drużyna polskich biathlonistów, w składzie Wiesław Ziemianin, Jan Ziemianin, Wojciech Kozub, Tomasz Sikora, zdobyła brązowy medal na mistrzostwach świata w Osrblie. Rok później po zimowych igrzyskach olimpijskich w Nagano został on zwolniony z powodu konfliktu personalnego z działaczami Polskiego Związku Biathlonu.

### Trener kadry A
Od 2000 roku trener główny kadry A w biegach narciarskich.

### Trener Justyny Kowalczyk
Pod jego opieką Justyna Kowalczyk odniosła swoje największe sukcesy sportowe: wicemistrzostwo świata juniorów w sprincie w 2003 roku, dwukrotne mistrzostwo świata do lat 23 w 2006 roku (10 km techniką klasyczną i 15 km biegu łączonego), brązowy medal Igrzysk w Turynie w 2006 roku (30 km stylem dowolnym ze startu wspólnego). W 2009 roku Aleksander Wierietielny doprowadził Justynę Kowalczyk do podwójnego mistrzostwa świata na mistrzostwach w narciarstwie klasycznym w Libercu w biegach na dystansach 15 km (bieg łączony) i 30 km (technika dowolna), brązowego medalu na tych samych mistrzostwach – 10 km (technika klasyczna) oraz zwycięstwa w klasyfikacji generalnej Pucharu Świata w narciarstwie klasycznym w sezonie 2008-2009, 2009-2010, 2010-2011 oraz 2012/13. W roku 2010 podczas Igrzysk w Vancouver dzięki jego treningom i odpowiedniemu przygotowaniu Justyna Kowalczyk zdobyła złoty medal na dystansie 30 km, srebrny medal w sprincie oraz brązowy w biegu łączonym na dystansie 15 km.Na mistrzostwach w narciarstwie klasycznym w Oslo w 2011 roku doprowadził Justynę Kowalczyk do dwóch srebrnych medali na 15 km stylu łączonym i 10 km w stylu klasycznym i jednego brązowego na 30 km w stylu dowolnym.Podczas mistrzostw świata w 2013 roku doprowadził Justyne Kowalczyk do srebrnego medalu na 30 km stylu klasycznym. W roku 2014 podczas Igrzysk Olimpijskich w Soczi doprowadził Justynę Kowalczyk do złotego medalu na 10 km stylu klasycznym. Podczas mistrzostw świata w 2015 roku w Falun doprowadził Justynę Kowalczyk i Sylwię Jaśkowiec do pierwszego w historii brązowego medalu w sprincie drużynowym.

### Trener główny
W czwartek 29 marca 2018 roku Polski Związek Narciarski poinformował, że Aleksander Wierietielny będzie głównym trenerem Kadry Narodowej Kobiet w biegach narciarskich, a Justyna Kowalczyk będzie pełniła funkcję asystenta głównego trenera. 25 marca 2020 roku Aleksander Wierietielny  ogłosił zakończenie kariery trenerskiej.

## Odznaczenia i wyróżnienia
- Krzyż Oficerski Orderu Odrodzenia Polski (2014)[13]
- Krzyż Kawalerski Orderu Odrodzenia Polski (23 marca 2010)[14]
- Trener Roku 2010 w Plebiscycie Przeglądu Sportowego, gdzie zwycięzcą została jego podopieczna Justyna Kowalczyk[15]
- Honorowy obywatel gminy Mszana Dolna (2008)[16]
- Wielka Honorowa Nagroda Sportowa za 2010 rok[17].